# 通化玉皇阁
通化玉皇阁，位于中国吉林省通化市玉皇山公园，为一个省级文物保护单位，类型为近现代重要史迹及代表性建筑，公布时间为2007年5月31日。该文物保护单位由通化市文物管理委员会办公室管理。
通化玉皇阁的历史年代为清末。